# 로타르 볼레
로타르 볼레 (Lothar Wolleh, 1930년 1월 20일~1979년 9월 28일)는 독일의 사진가이다.
1960년대 말까지 광고 사진작가로 활동하다가 세계적으로 알려진 화가와 조각가, 행위 예술가들의 초상을 찍기 시작했다. 게오르그 바젤리츠, 요제프 보이스, Dieter Roth, 장 팅겔리, 르네 마그리트, 귄터 위커, 게르하르트 리히터, 크리스토 자바체프를 비롯한 총 109명의 예술가들을 사진으로 담았다.

## 생애 및 작품
볼레는 1946년부터 1948년까지 베를린바이센제에 있는 응용미술대학에서 회화를 전공했다. 청년 시절이었던 1950년 소련 점령군으로부터 공작 혐의로 의심을 받아 구속되면서, 1956년까지 소련의 워쿠타에 위치한 수용소에서 생활했다. 처음엔 사형을 선고받았으나 이후 25년형 감형을 거쳐 최종적으로는 15년간 광산에서의 강제노동형으로 바뀌었다. 1956년에는 콘라드 아데나워 서독 수상의 독일 전쟁포로 협상이 성공적으로 이루어짐에 따라 워쿠타에서 석방되어 베를린으로 돌아오게 된다.
이후 볼레는 1956년부터 1957년까지 베를린에 위치한 사진 그래픽 패션 전문직업학교인 레테-페르아인에서 교육과정을 수료했다. 독일 전 그리스도 교회 의회가 전쟁 피해를 입은 젊은이들을 위해 몇 달을 걸친 재활 프로그램을 진행했는데, 볼레도 여기에 참가하여 1958년에는 스웨덴의 고트란트 섬을 방문하게 되었다. 이곳에서 그는 고트란트 지역 사람들과 경치에 대한 애착을 평생 갖게 되었다.
1959년부터 1961년까지는 에센의 폴크방 예술 대학교에서 사진 작가 오토 슈타이너의 제자가 되어 사진을 공부했다. 이후 1962년부터 1979년까지 프리랜서가 되어 뒤셀도르프에서 주로 광고 분야에서 활동했으며, 당시 서독에서 손꼽히는 상업 사진가가 되었다. 볼레가 맡은 의뢰인 중에는 도이체 반이나 폭스바겐같은 유명한 기업도 있었다.

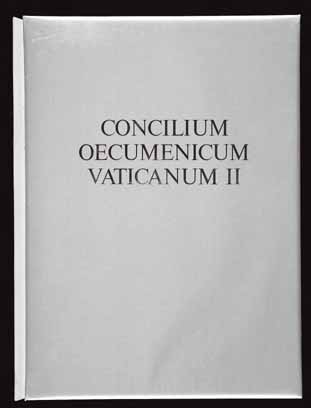
《공회의. 제2회 바티칸 공회의》 로타르 볼레, 슈투트가르트, 1965년작.

1962년부터 1965년까지 볼레는 로마에서 제2회 바티칸 공회의의 사진을 찍게 되었는데 에밀 슈미츠 신부의 도움으로 첫 사진집 《공회의. 제2회 바티칸 공회의》 (1965년, 밸저 출판사)를 출판했다. 1975년에는 성년 기념 축제에서 사진을 찍었고 이들을 모아 이절판의 대형 사진집인 《아포스톨로룸 리미나》(apostolorum limina, 1975년)라는 이름을 달아 출판했다.

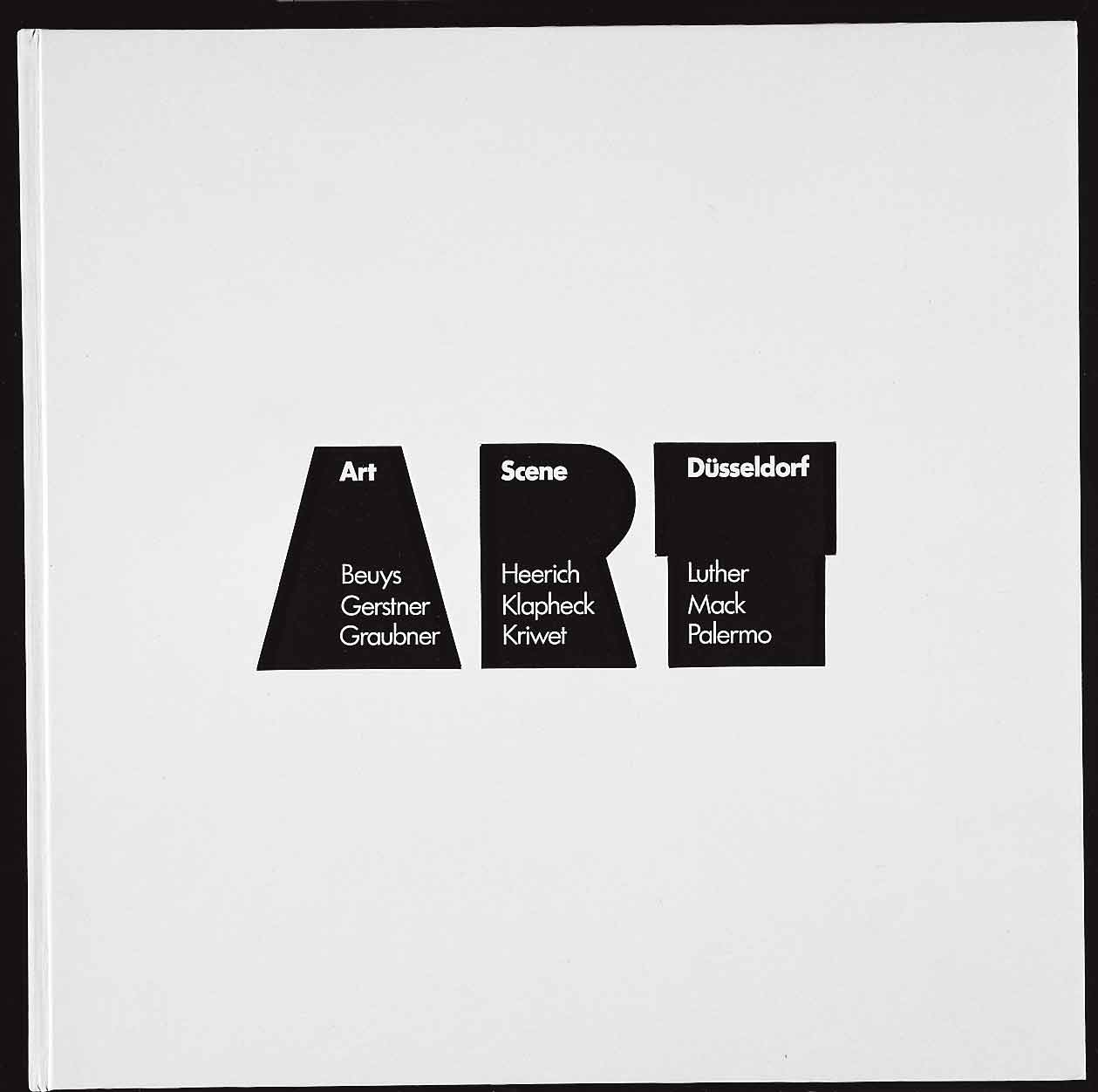
《아트 씬 뒤셀도르프》. 로타르 볼레, 슈투트가르트, 1972년작.

1967년 볼레는 독일 화가이자 오브젝트 아티스트였던 친구 귄터 위커의 제안을 받아들여, 그해부터 체계적으로 총 100명이 넘는 세계 유수의 화가, 조각가, 행위 예술가들의 인물 사진을 찍기 시작했다. 그 중엔 게르하르트 리히터, 니키 드 상 팔, 장 팅겔리도 있다. 이렇게 제작된 인물 사진 연작은 여러권의 대규모 사진집 프로젝트로 이어졌다.
1969년 볼레는 몇 달간 소련 여행을 떠났다. 1970년에는 소련 여행 도중 찍은 사진들을 《소련, 국가와 그 국민》이라는 이름의 사진집으로 묶어 출판했다. 볼레는 요제프 보이스와 여러 작업을 함께 했는데, 《휠츠-티비》(1970년) 프로젝트와 스톡홀롬 근대미술관 전시를 준비중인 보이스의 사진, 그리고 보이스와 함께 구상한 《수중책》(1973년)도 있다. 1972년에는 《아트 씬 뒤셀도르프》 시리즈를 출간하였고, 1977년부터 2년 동안 수차례 폴란드에 체류하며 새로운 사진집 (《쳉스토호바의 검은 성모 성화》와 《바벨 성》)을 구상하였다. 하지만 이 두 사진집은 그가 1979년 런던에서 갑작스럽게 사망하면서 생전에는 완성되지 못했다.

## 작품
로타르 볼레는 매우 특이한 형성적인 원리를 추구했는데, 엄격한 대칭의 사진 구성 속에서 정확하게 구상하고 연출하는 것이었다. 또 하나의 특징은 흑백 사진을 정사각형의 포맷에 적용했다는 점이다.
사후 그의 사진들은 잊혀져 있었다가 2000년 이후 그는 다시 독일 내에서 재발견되고 재평가 되고 있다. 2005년에 브레멘의 쿤스트 할레에서 특별 전시 〈로타르 볼레 - 재발견 : 1959년에서 1979년까지의 작품〉 (Eine Wiederentdeckung: Fotografien 1959 bis 1979)이 진행되었고 호프하임 시립박물관, 알렌 미술관과 코블렌츠의 도이치헤렌하우스 등에서 전시회를 진행했다.

### 인물사진을 찍은 예술가들

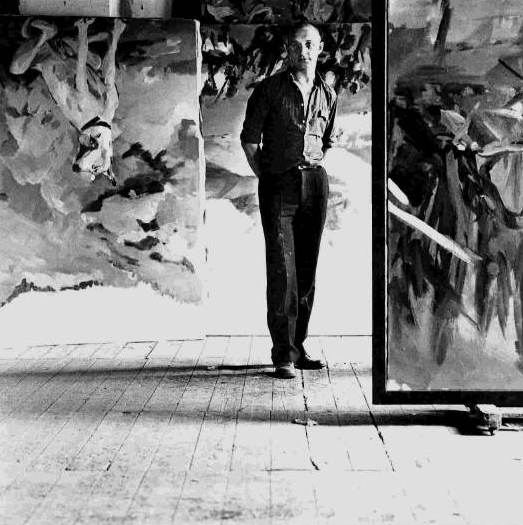
게오르 바셀리츠
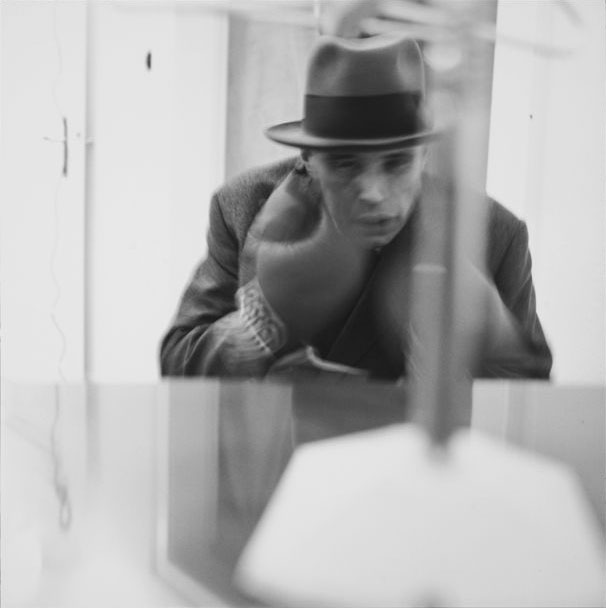
조세프 보이스
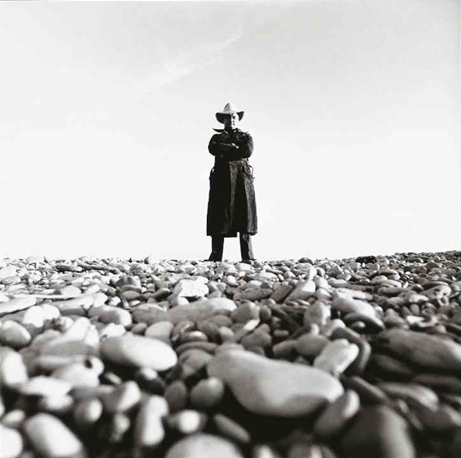
알만
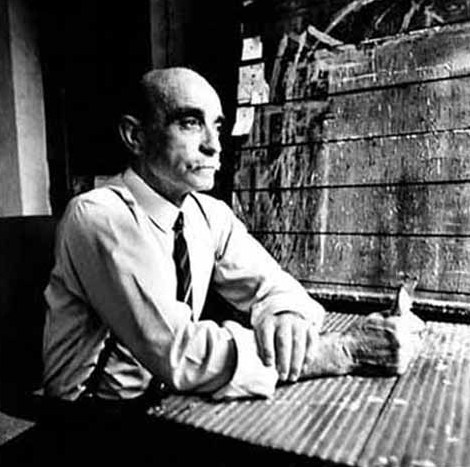
루초 폰타나
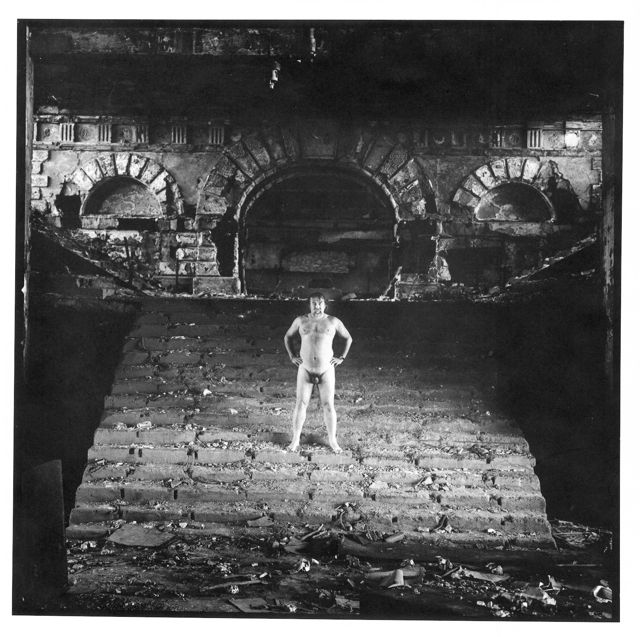
에드워드 키홀츠
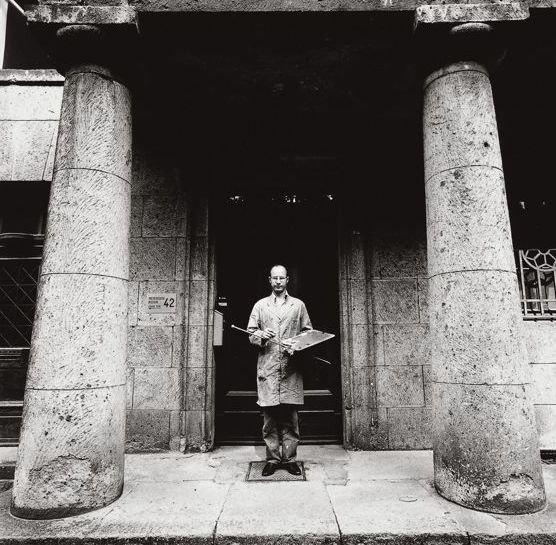
콘라드 클랍헥
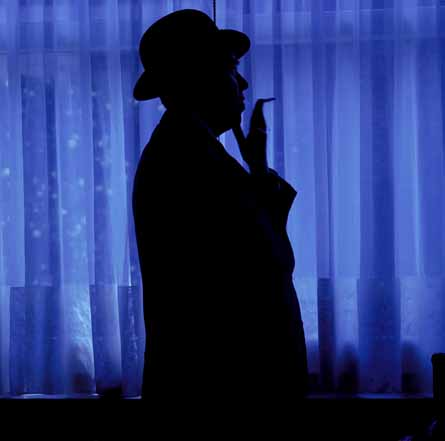
르네 마그리트
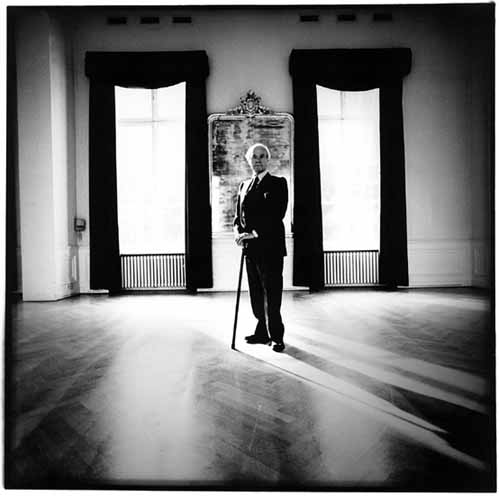
헨리 무어
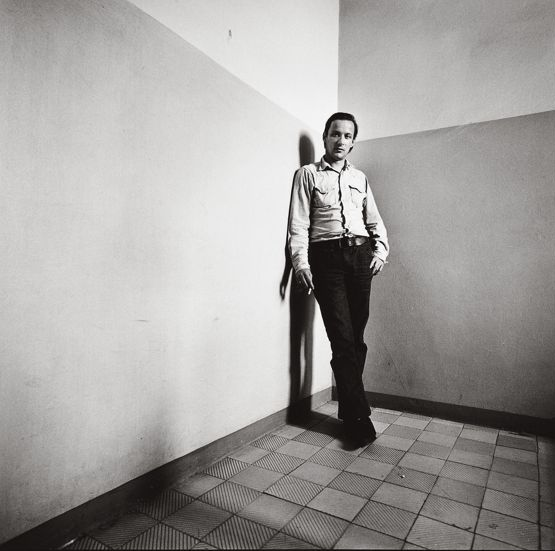
블린키 팔레르모
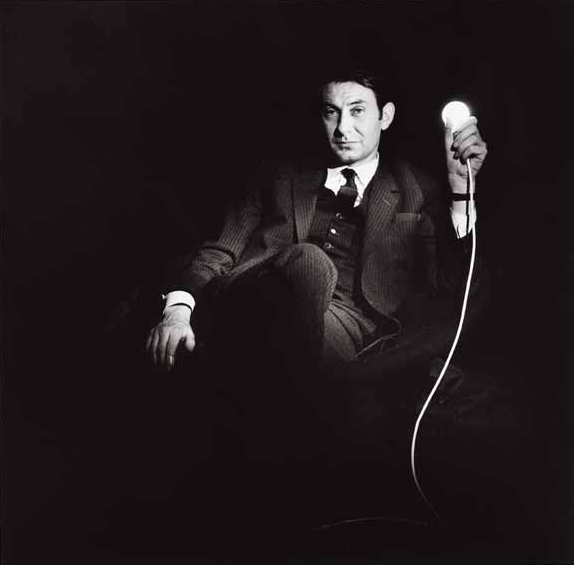
오토 피네
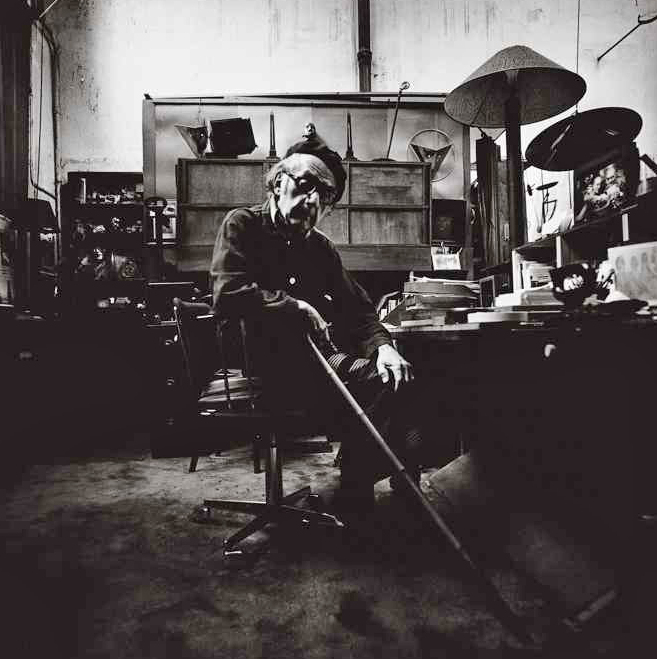
만 레이
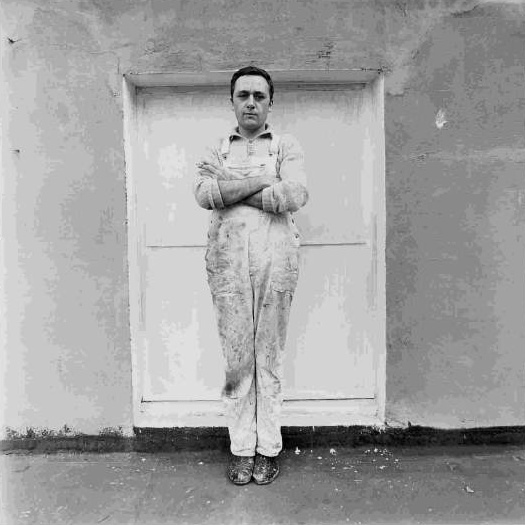
게르하르트 리히터
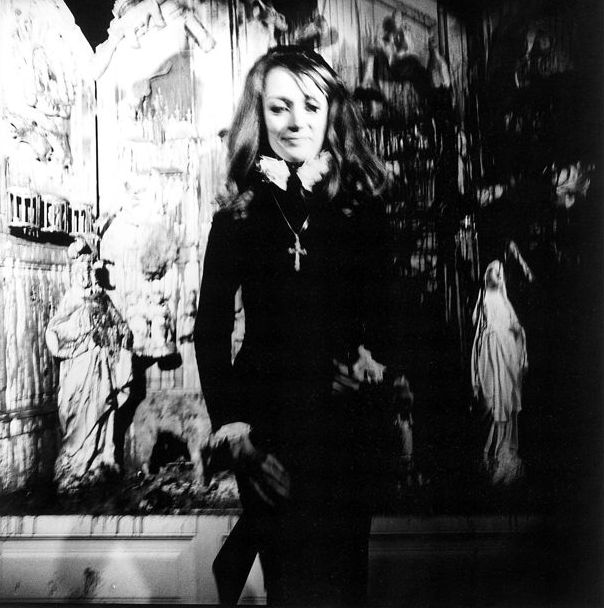
니키 드 상 팔
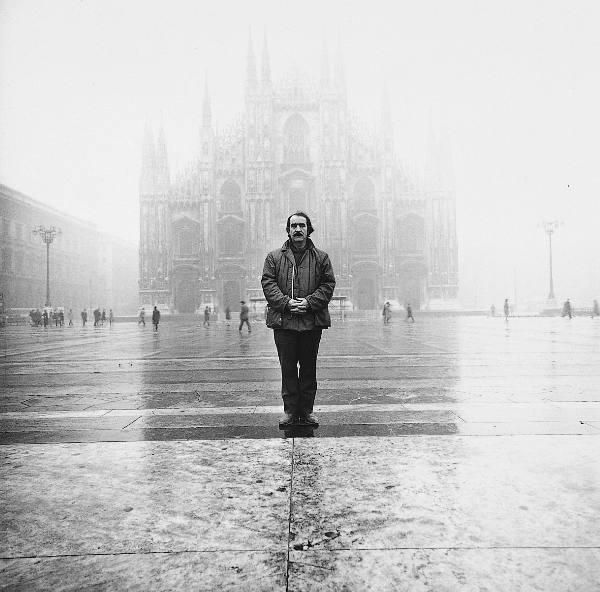
장 팅겔리
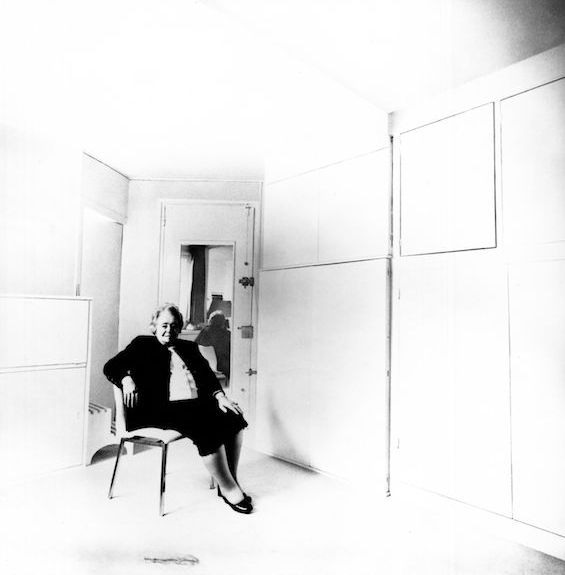
소니아 딜로니
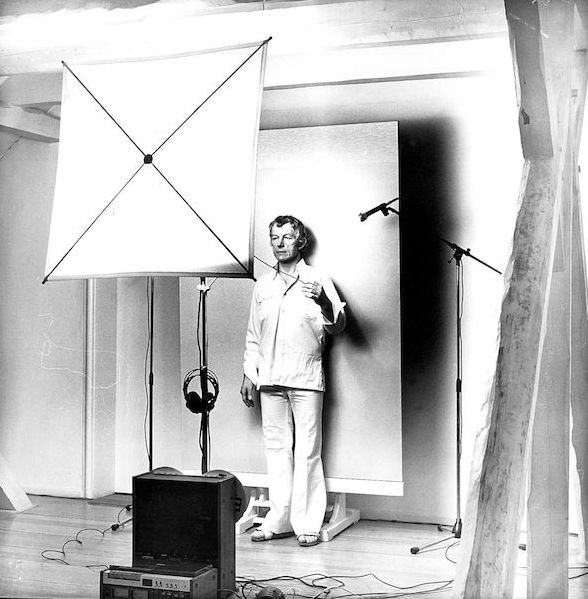
로만 오팔카
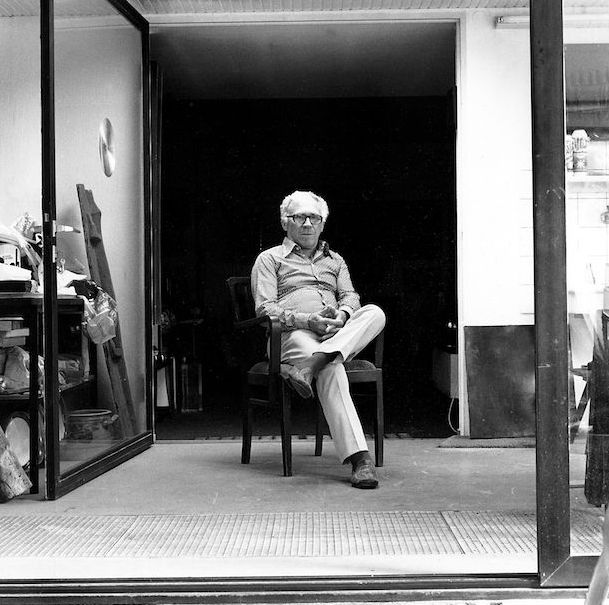
아폴프 루터
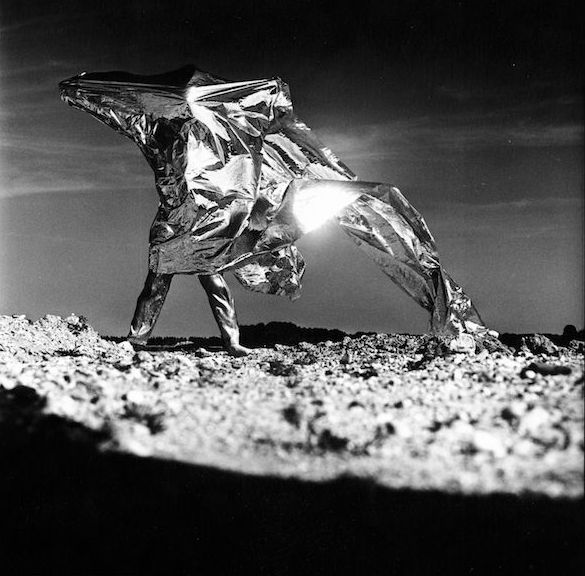
하인츠 마크
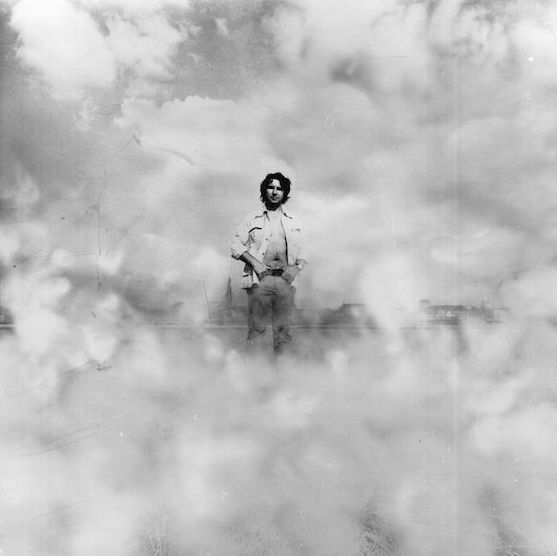
고트하트 그라우브너
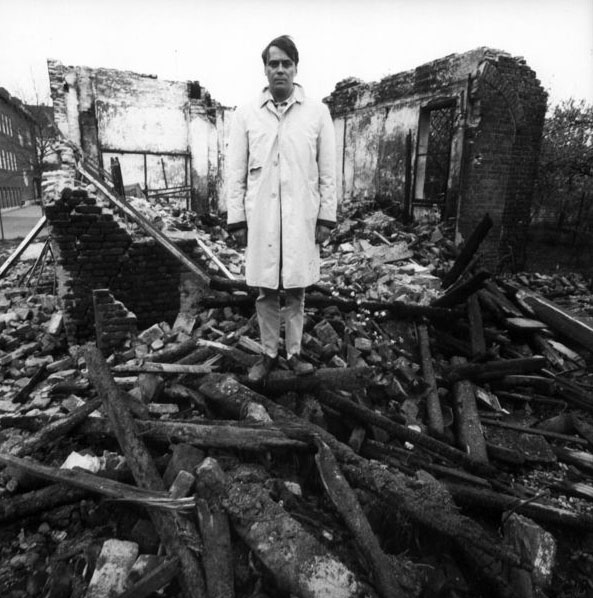
군터 워커
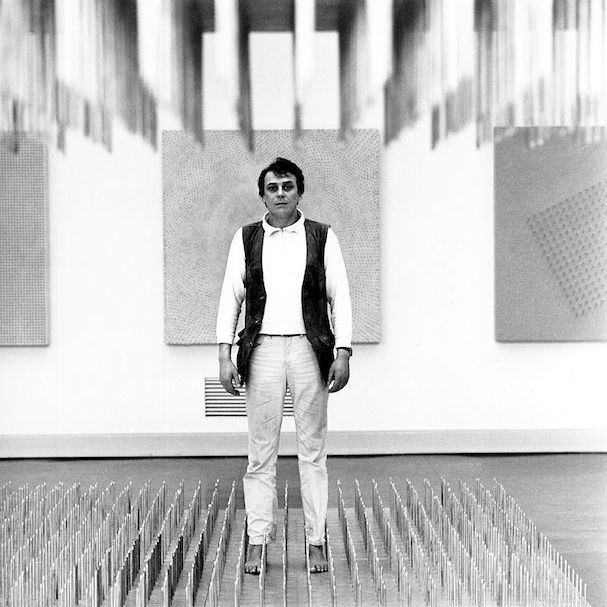
군터 워커
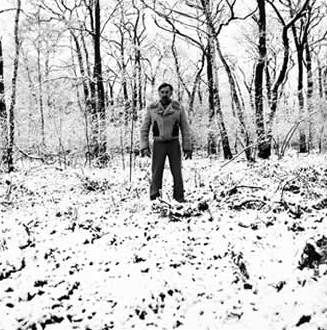
헤버트 장스

### 출판물
- 1965년: Lothar Wolleh: Das Konzil. II. Vatikanisches Konzil. Chr. Belser Verlag
- 1970년: Lothar Wolleh: UdSSR. Der Sowjetstaat und seine Menschen. Chr. Belser Verlag, ISBN 3-7630-1548-5.
- 1971년: Günther Uecker, Lothar Wolleh: Nagelbuch. Verlag Galerie Der Spiegel, Köln.
- 1972년: Lothar Wolleh: Art Scene Düsseldorf 1. Chr. Belser Verlag
- 1975년: Lothar Wolleh: Apostolorum Limina. Arcade Verlag
- 1978년: Günther Uecker: Ludwig van Beethovens Leonore. Idee einer Oper. Belser Verlag

## 전시 (선별)
- 1962년: Otto Steinert und Schüler. Fotografische Ausstellung, Gruppenausstellung in der Göppinger Galerie, Frankfurt am Main
- 1964년: Farbige Fotografie. Bilder aus dem Vatikan, Einzelausstellung: Schatzkammer des Essener Münsters. Die Ausstellung wurde vom Essener Bischof Hengsbach (am 21. März 1964) eröffnet
- 1965년: Zyklus von Farbfotos zum römischen Konzil, Einzelausstellung in der Galerie Valentin, Stuttgart
- 1980년: Lothar Wolleh: Künstlerbildnisse. Kunstobjekte, Photographien, Einzelausstellung der Künstlerporträts in der Städtischen Kunsthalle Düsseldorf
- 1986년: Lothar Wolleh – Das Foto als Kunststück, Einzelausstellung der Lippischen Gesellschaft für Kunst e. V. im Detmolder Schloss

posthum
- 1995년: Lothar Wolleh 1930–1979: Künstlerbildnisse – Kunstobjekte, Photographien, Kunstmuseum Ahlen
- 2005–2007년: Lothar Wolleh. Eine Wiederentdeckung: Fotografien 1959 bis 1979, Kunsthalle Bremen, Ludwig Museum Koblenz, Kunst-Museum Ahlen, Stadtmuseum Hofheim am Taunus
- 2006년: Joseph Beuys in Aktion. Heilkräfte der Kunst, Gruppenausstellung: museum kunst palast, Düsseldorf
- 2008년: Fotos schreiben Kunstgeschichte, Gruppenausstellung: museum kunst palast, Düsseldorf
- 2008년: Unsterblich! Das Foto des Künstlers, Staatliche Museen zu Berlin, Kunstbibliothek
- 2008년: Lothar Wolleh: Künstlerportraits, Galerie f5,6, München
- 2009년: Lothar Wolleh: Portraits d'artistes, Goethe-Institut Paris
- 2012년: Lothar Wolleh: Joseph Beuys im Moderna Museet, Stockholm, Januar 1971, Hamburger Bahnhof – Museum für Gegenwart, Berlin
- 2012년: Das Kozil – Fotografien von Lothar Wolleh, Berlin, Bonifatiushaus Fulda
- 2013년: Lothar Wolleh (1930–1979) : Das Zweite Vatikanische Konzil im Bild : Fotografien, Franz Hitze Haus, Münster
- 2015년: Lothar Wolleh – Die ZERO–Künstler, Galerie Pavlov’s Dog, Berlin

## 상설전시
- 독일 쿤스트할레 브레멘
- 독일 쿤스트무조임 알렌
- 독일 에센 포크왕 박물관
- 독일 뒤셀도르프 쿤스트 팔라스트 박물관
- 영국 런던 테이트 현대미술 갤러리
- 영국 에딘버러 스코틀랜드 국립 미술관

## 참고 문헌
- Karl-Heinz Hering: Lothar Wolleh. Künstlerbildnisse, Kunstobjekte, Photographien. Kunstverein für die Rheinlande und Westfalen, Düsseldorf 1980.
- Wulf Herzogenrath, Burkhard Leismann (Hrsg.): Lothar Wolleh. Eine Wiederentdeckung. Fotografien 1959–1979. Hauschild Verlag, Bremen 2005, ISBN 3-89757-304-0.
- Kristina Lowis (Hrsg.): Unsterblich! Das Foto des Künstlers. Staatliche Museen zu Berlin, Berlin 2008, ISBN 978-3-88609-656-5.
- Udo Kittelmann (Hrsg.) u. a.: Lothar Wolleh. Joseph Beuys im Moderna Museet, Stockholm, Januar 1971. Buchhandlung Walther König, Köln 2012, ISBN 978-3-86335-263-9.